# Підвисочанська волость
Підвисочанська волость — історична адміністративно-територіальна одиниця Липовецького повіту Київської губернії з центром у селі Підвисоке.
Станом на 1886 рік складалася з 4 поселень, 4 сільських громад. Населення — 6259 осіб (3111 чоловічої статі та 3148 — жіночої), 678 дворових господарств.
|                     | Площа, десятин | У тому числі орної, дес. |
| ------------------- | -------------- | ------------------------ |
| Сільських громад    | 5202           | 3281                     |
| Приватної власності | 6059           | 4502                     |
| Іншої власності     | 236            | 184                      |
| Загалом             | 11497          | 7967                     |

Поселення волості:
- Підвисоке — колишнє власницьке село за 40 верст від повітового міста, 1303 особи, 207 дворів, православна церква, школа, 2 постоялих будинки, кузня та 4 вітряних млини.
- Балабанівка — колишнє власницьке містечко при річці Тікич, 1738 осіб, 239 дворів, православна церква, синагога, постоялий будинок, водяний і вітряний млини, крупорушка, базари по четвергах.
- Фронтівка — колишнє власницьке село, 893 особи, 105 дворів, православна церква, школа, 3 постоялих будинки,  вітряний млин.
- Яструбинці — колишнє власницьке село, 1366 осіб, 134 двори, православна церква, школа, постоялий будинок, водяний млин.

Наприкінці ХІХ століття зі складу Дашівської волості було передано село Кантелина.